# Mogollon Rim
Le Mogollon Rim (prononcé en anglais : [mʌɡᵻˈjoʊn] ou prononcé en anglais : [moʊɡəˈjoʊn] ou encore prononcé en anglais : [mɒɡɒdʒɔːn]) est une structure géologique traversant la moitié nord de l'Arizona aux États-Unis.
Le Mogollon Rim s'étend sur une longueur d'environ 320 km. Il débute dans le nord du comté de Yavapai et se poursuit vers l'Est en direction de la frontière avec le Nouveau-Mexique aux environs de Show Low. Le Mogollon Rim correspond à un escarpement marquant le bord sud du plateau du Colorado.
Sa portion centrale est caractérisée par de hautes falaises de calcaire et de grès telles que les falaises de Kaibab et de Coconino. L'escarpement a été créé par l'érosion et un système de failles géologiques. De profonds canyons y ont été creusés (Fossil Creek Canyon et Pine Canyon).
La plupart des terres situées au sud du Mogollon Rim se trouvent à une altitude comprise entre 1 200 m et 1 500 m tandis que l'escarpement atteint une altitude de 2 400 m. Ce changement brutal d'altitude fait en sorte que le Mogollon Rim constitue une zone frontière écologique. On retrouve au sommet du plateau des espèces typiques des montagnes Rocheuses. À l'inverse, les pentes de l'escarpement et les terres en contrebas abritent des espèces appartenant à la faune et à la flore de la Sierra Madre occidentale. 
Le site doit son nom à Juan Ignacio Flores Mogollon qui fut gouverneur de la province du Nouveau-Mexique en Nouvelle-Espagne.

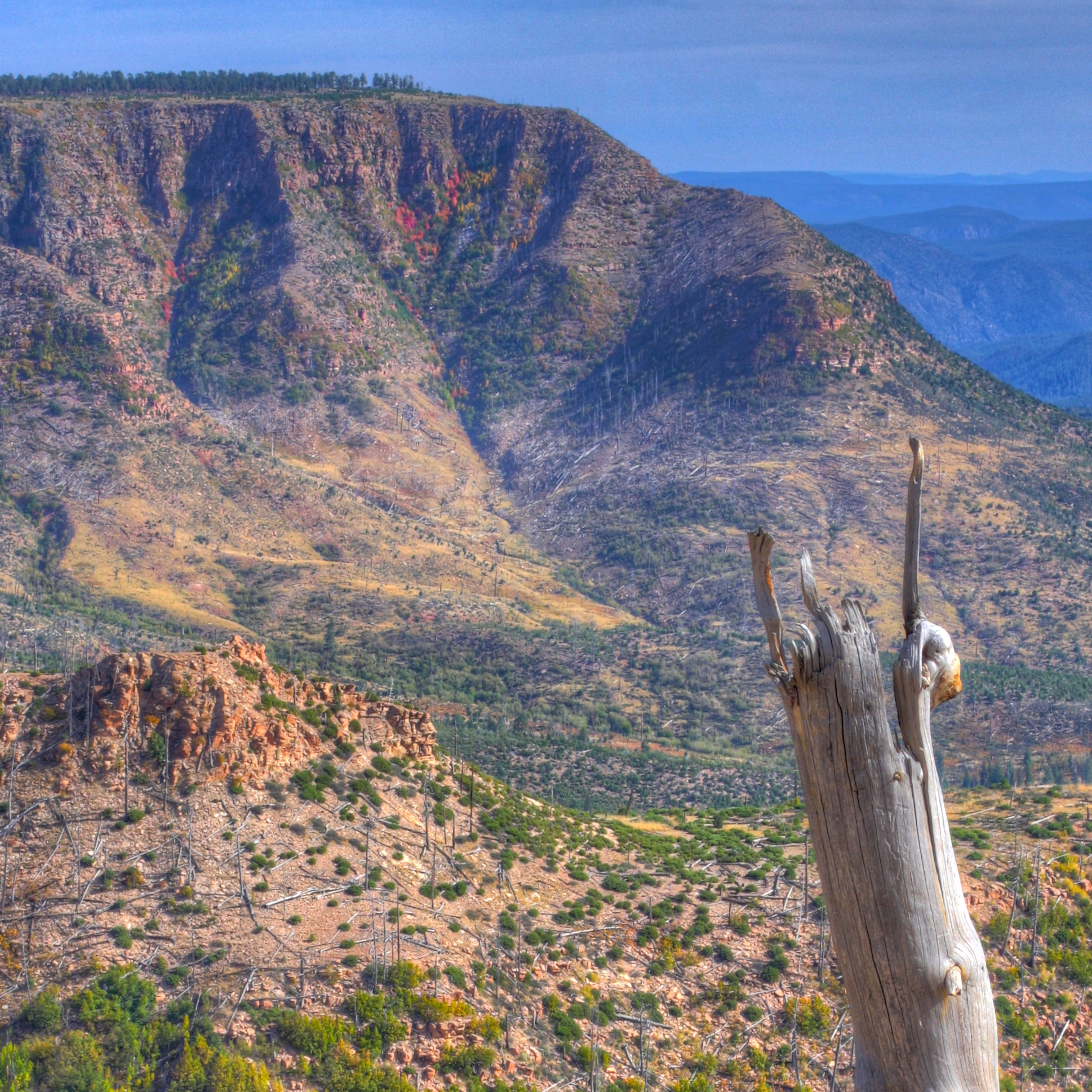
Vue du Mogollon Rim à l'Est de Pine (Arizona)
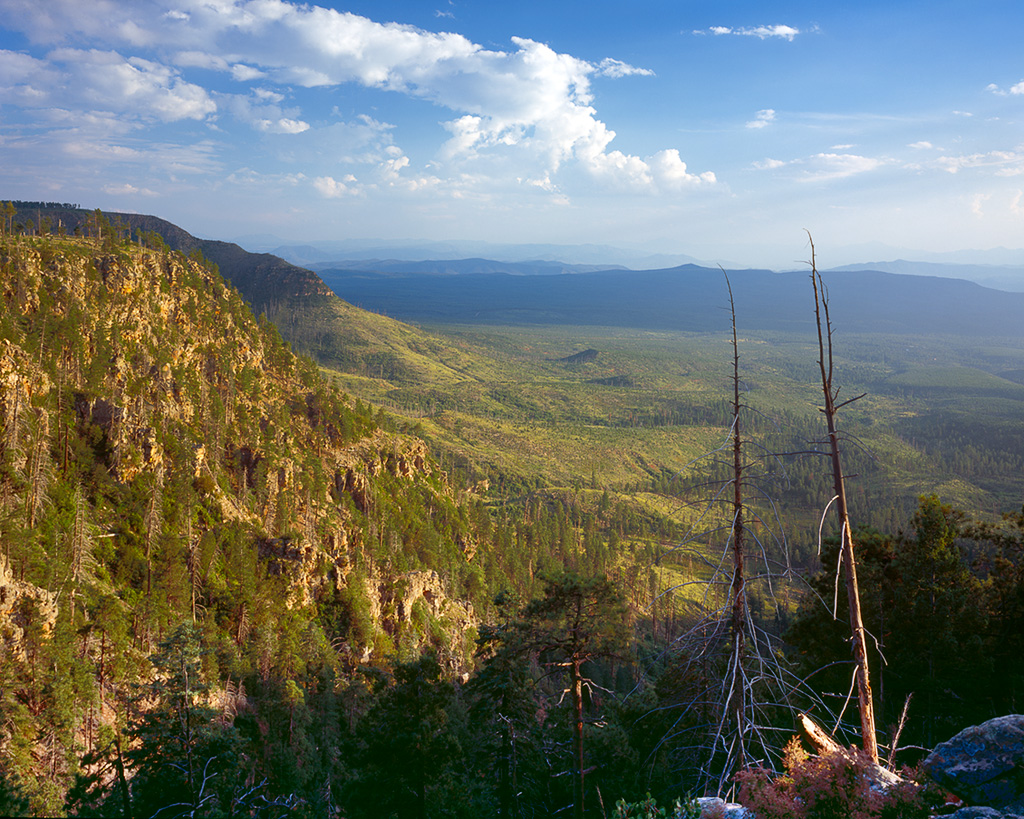
Vue depuis le Mogollon Rim près de Payson